# Srpen 2020

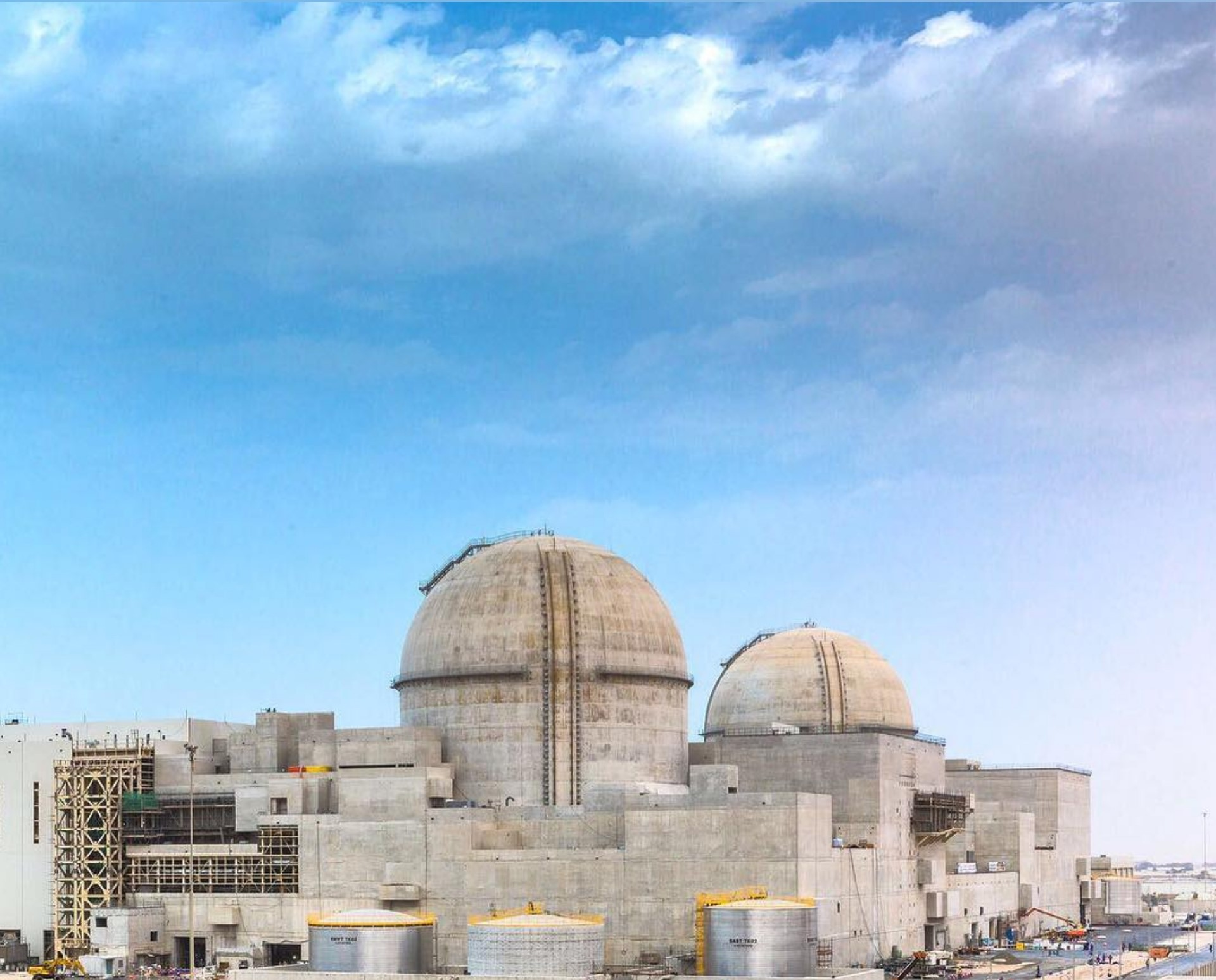
jaderná elektrárna Baráka

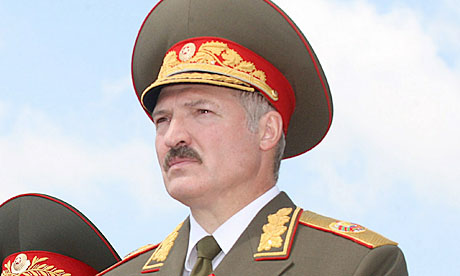
Alexandr Lukašenko

Toto je archivovaný článek z portálu Aktuality.
1. srpna – sobota
 Spojené arabské emiráty oznámily, že uvedly do provozu 1. blok jaderné elektrárny Baráka (na obrázku) a staly se tak první zemí arabského světa využívající prakticky tuto technologii. 
2. srpna – neděle
 Kosmická loď Crew Dragon společnosti SpaceX s astronauty NASA Robertem Behnkenem a Douglasem Hurleym přistála v Mexickém zálivu. 
3. srpna – pondělí

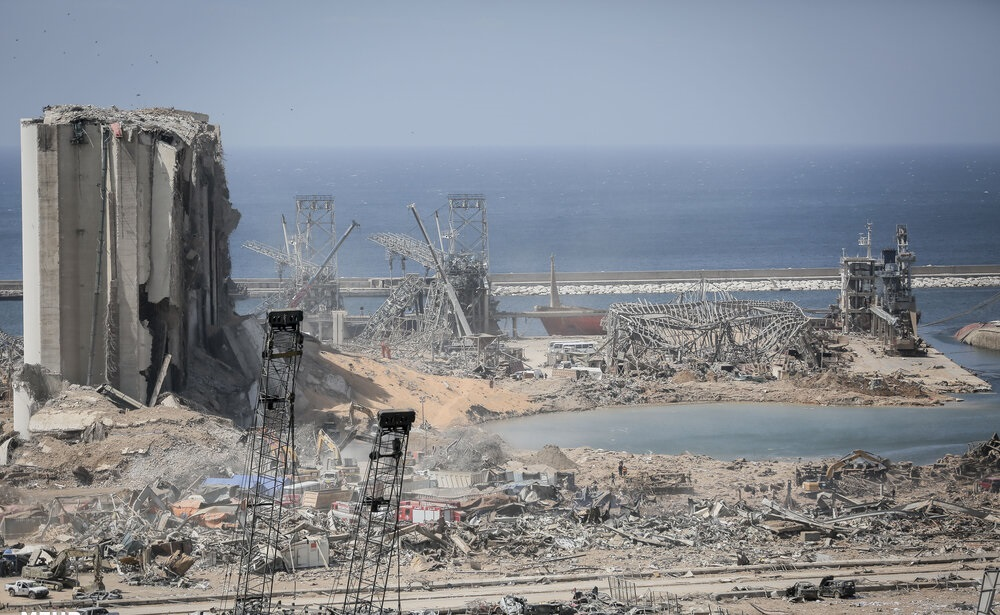
Bejrútský přístav po explozi

 Bývalý španělský král Juan Carlos I. se v důsledku korupčního skandálu uchýlil do dobrovolného exilu. 
 Zemřela česká herečka Hana Krampolová, manželka Jiřího Krampola. 
4. srpna – úterý
 Desítky mrtvých a tisíce zraněných si vyžádala mohutná exploze (na obrázku) v přístavní části libanonského hlavního města Bejrútu. 
5. srpna – středa
 Indický premiér Naréndra Módí položil základní kámen chrámu boha Rámy na místě zbořené Báburovy mešity ve městě Ajódhja. 
7. srpna – pátek

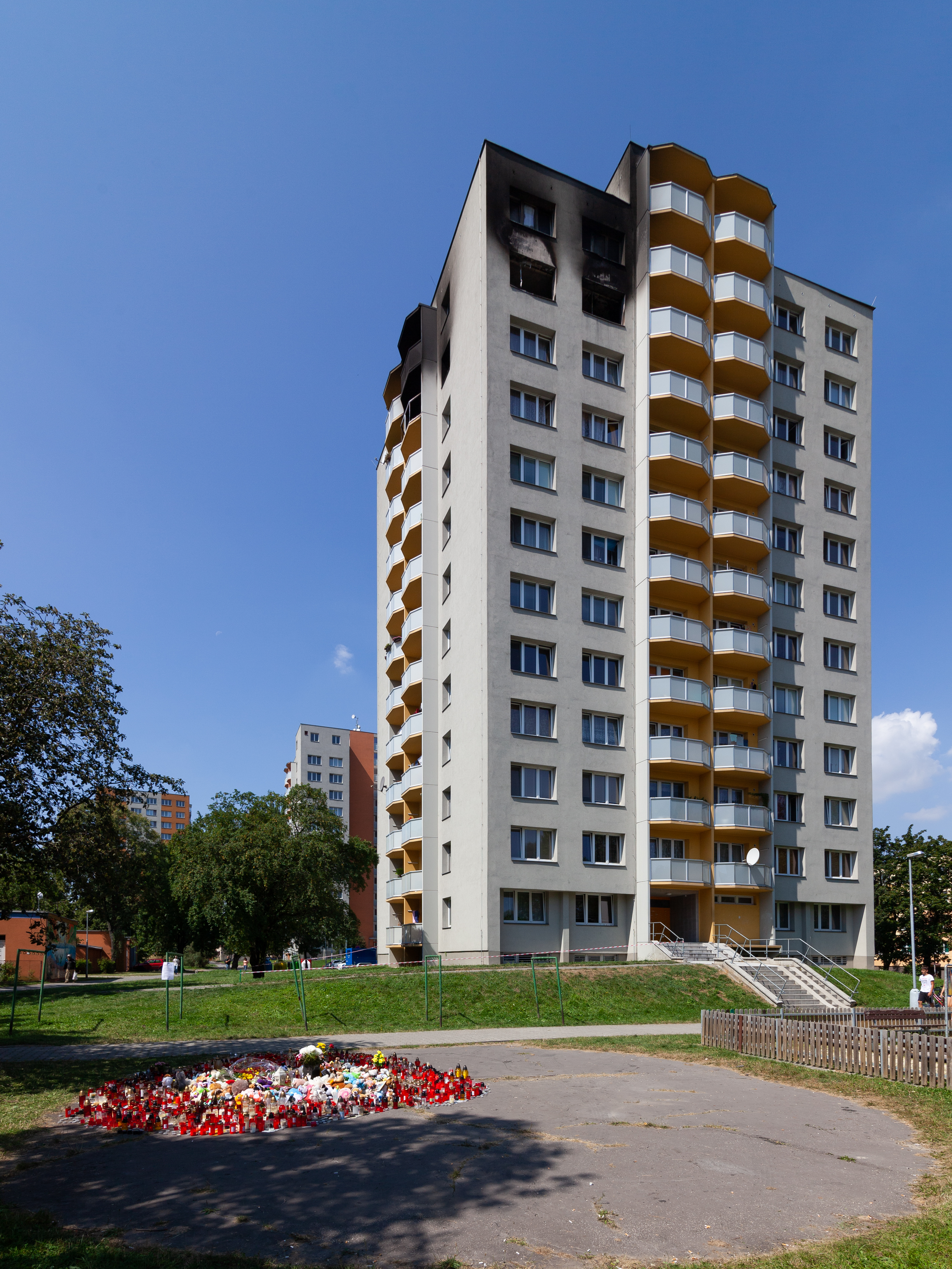
poškozený dům v Bohumíně

 Dopravní letadlo Boeing 737-800 indické společnosti Air India po přistání na letišti Kalikut ve státě Kérala přejelo konec přistávací dráhy a rozlomilo se. 
 Mauricius vyhlásil environmentální stav nouze kvůli ropné skvrně unikající z japonské nákladní lodi Wakashio, která nedaleko uvízla 25. července. 
8. srpna – sobota
 Při požáru panelového domu (na obrázku) v Bohumíně zemřelo 8 dospělých a 3 děti. Policie zadržela jednu osobu pro podezření ze žhářství. 
 Poslední nedotčený kanadský Milneův šelfový ledovec na okraji Ellesmerova ostrova se během dvou dnů rozlomil a ztratil 40 procent své rozlohy (asi 80 km²). 
9. srpna – neděle
 V Bělorusku proběhly prezidentské volby. Podle oficiálních předběžných výsledků vyhrál obhajující Alexandr Lukašenko (na obrázku), v zemi poté propukly protesty, násilně potlačované policií. 
11. srpna – úterý
 Do Prahy přicestoval americký ministr zahraničí Mike Pompeo. 
 Vladimir Putin oznámil registraci vakcíny proti koronaviru, první vakcíny ve světě. 
13. srpna – čtvrtek
 Spojené arabské emiráty, jako třetí arabský stát uzavřely mírovou smlouvu a navázaly diplomatické kontakty s Izraelem, který na oplátku upustil od anexe palestinských území. 
 Americko-nizozemský tým vědců zveřejnil studii, podle níž ledovce v Grónsku roztály na kritickou hranici, z níž není návratu. 
14. srpna – pátek

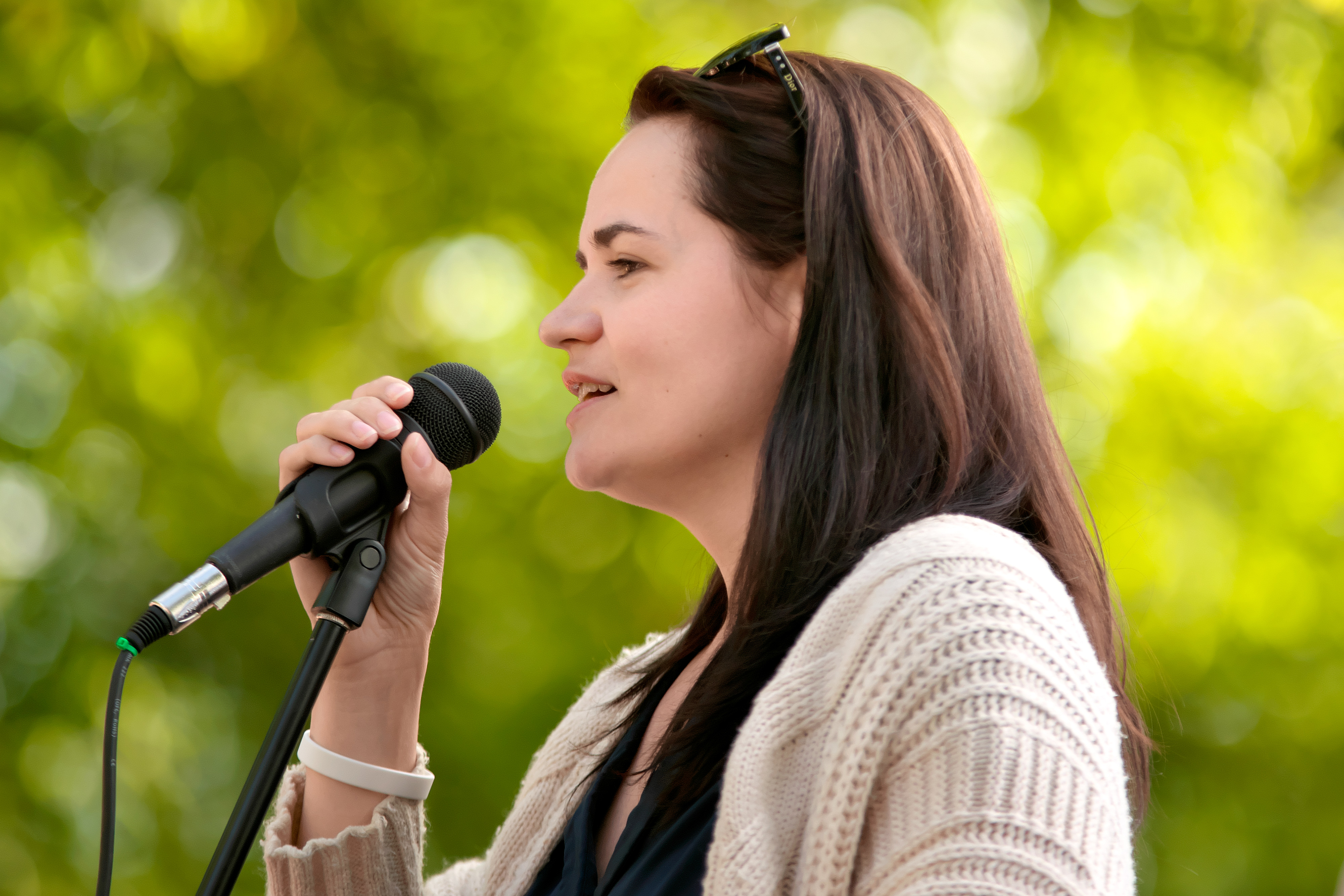
Svjatlana Cichanouská

 Představitelka běloruské opozice Svjatlana Cichanouská (na obrázku) vyzvala k podepisování petic za přepočtení hlasů v prezidentských volbách. Z předchozích protestů byli hlášeni 2 mrtví, desítky zraněných a na šest tisíc zadržených.
15. srpna – sobota
 Zemřel Robert Trump, podnikatel a bratr amerického prezidenta Donalda Trumpa.
16. srpna – neděle
 Zemřel Ladislav Jirků, první rektor Vysoké školy polytechnické v Jihlavě. 
17. srpna – pondělí
 Rada vlády pro zdravotní rizika oznámila, že by od 1. září 2020 měla v Česku kvůli pandemii covidu-19 začít platit povinnost nosit roušky ve veřejných vnitřních prostorách, v prostředcích dopravy a na vnitřních hromadných akcích. 
18. srpna – úterý

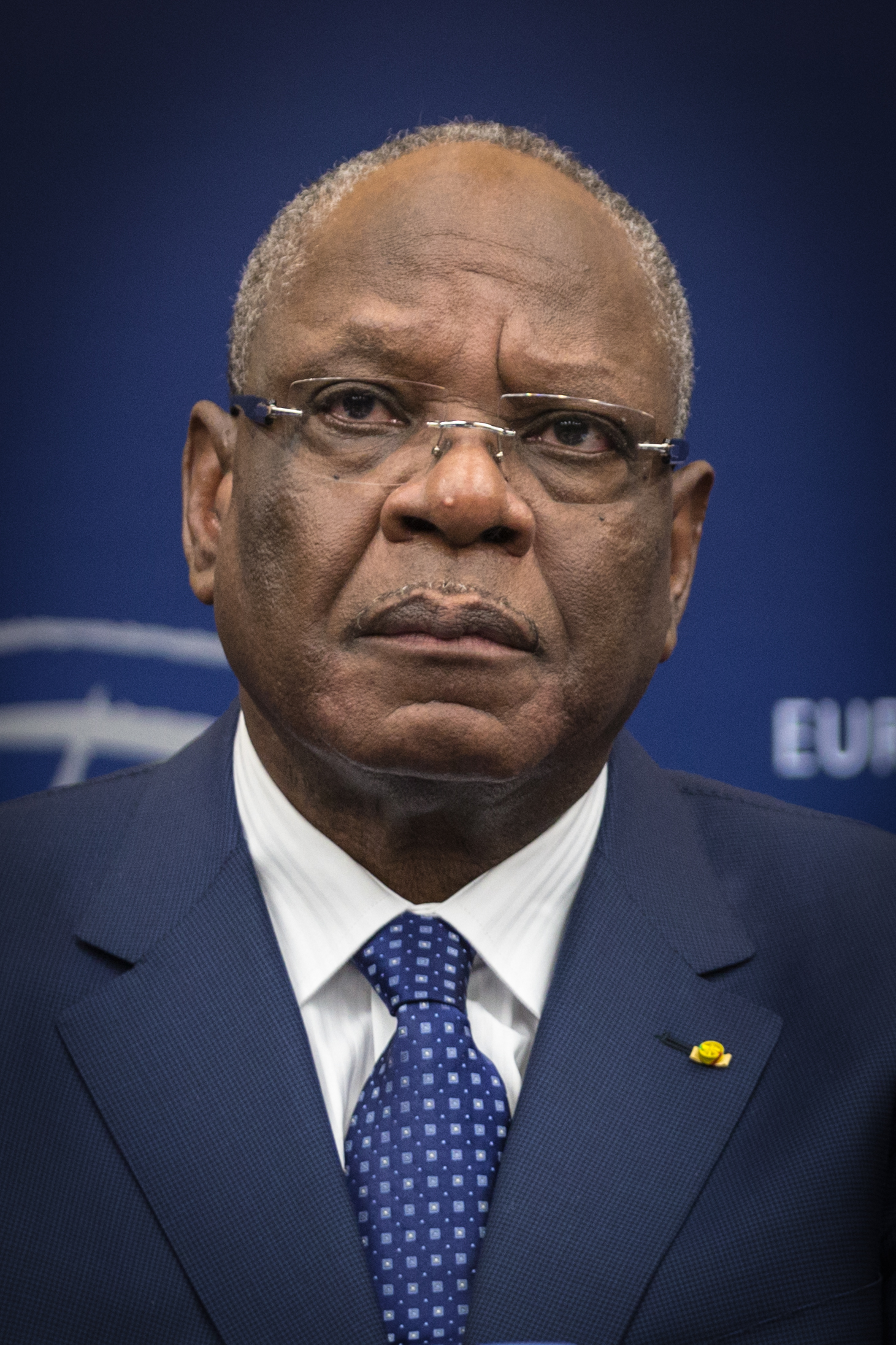
Ibrahim Boubacar Keïta

 V Mali došlo k vojenskému převratu. Prezident Ibrahim Boubacar Keïta (na obrázku) byl přinucen vzdát se svého úřadu. 
19. srpna – středa
 Evropská rada odmítla uznat výsledky prezidentských voleb v Bělorusku. Český parlament odsoudil násilné a nepřiměřené zásahy tamního režimu vůči protestujícím. 
20. srpna – čtvrtek
 Ruský opoziční lídr Alexej Navalnyj upadl do kómatu po náhlé nevolnosti během letu ze Sibiře do Moskvy, podle zjištění německých lékařů byl otráven. 
 Kvůli povodním na horním toku řeky Jang-c’-ťiang čínské úřady evakuovaly kolem 100 tisíc lidí. 
 Ministerstvo zdravotnictví oznámilo zmírnění zářijových opatření proti pandemii covidu-19 ohlášených v pondělí a představených podrobně ve středu. 
21. srpna – pátek
 Joseph James DeAngelo byl po více než čtyřiceti letech usvědčen ze série vražd a znásilnění na různých místech Kalifornie a odsouzen k doživotnímu trestu vězení. 
23. srpna – neděle

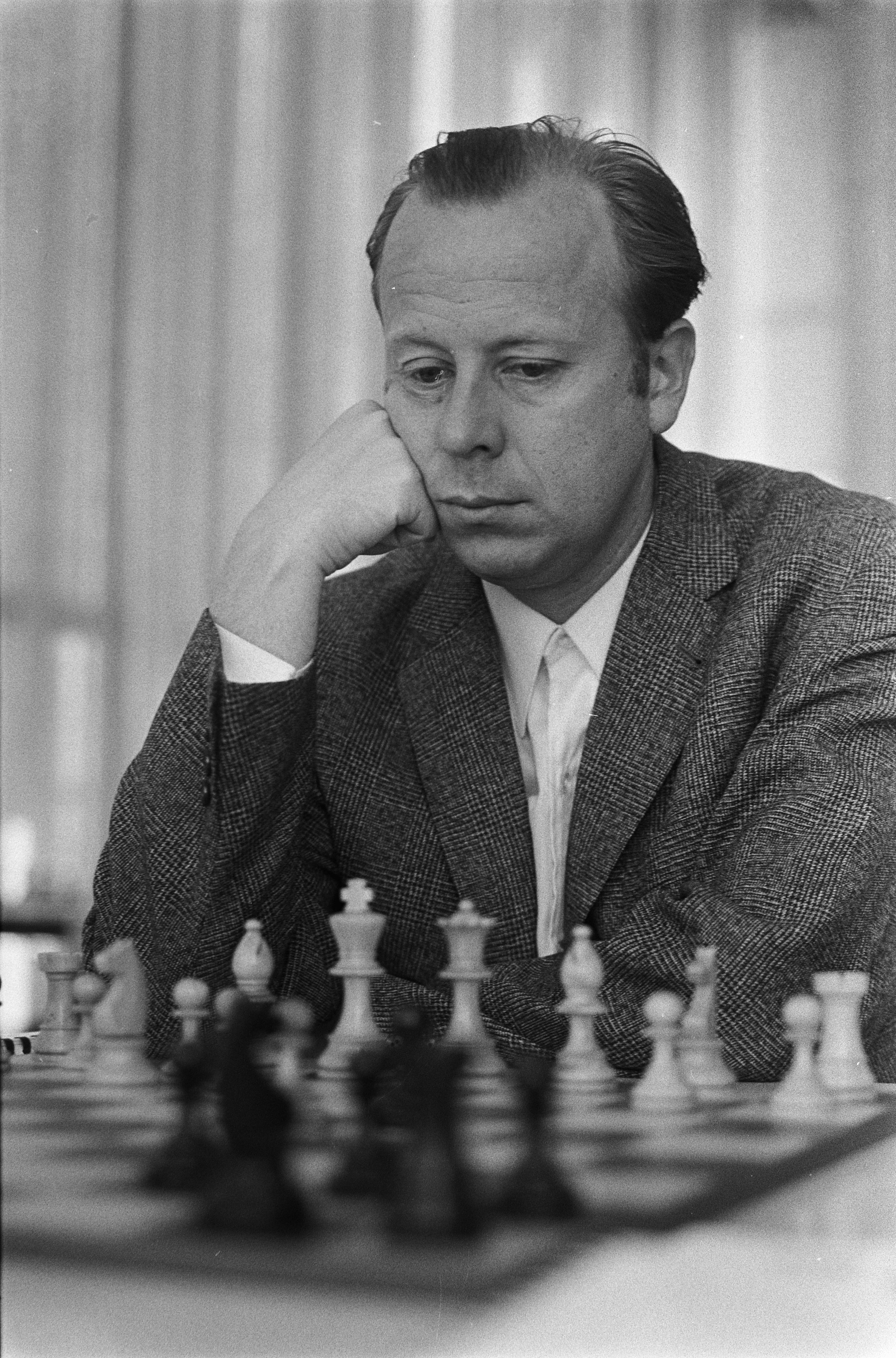
Wolfgang Uhlmann

 Takuma Sató vyhrál závod na 500 mil v Indianapolisu. 
24. srpna – pondělí
 Extrémní lesní požáry v Kalifornii zničily již 400 000 ha porostů a přes nasazení 14 000 hasičů se je nedařilo dostat pod kontrolu. 
 Ve wisconsinském městě Kenosha propukly nepokoje po nedělní střelbě policisty do zad Afroameričana Jacoba Blakea. 
 Zemřel šachista Wolfgang Uhlmann (na obrázku), účastník Utkání století. 
26. srpna – středa

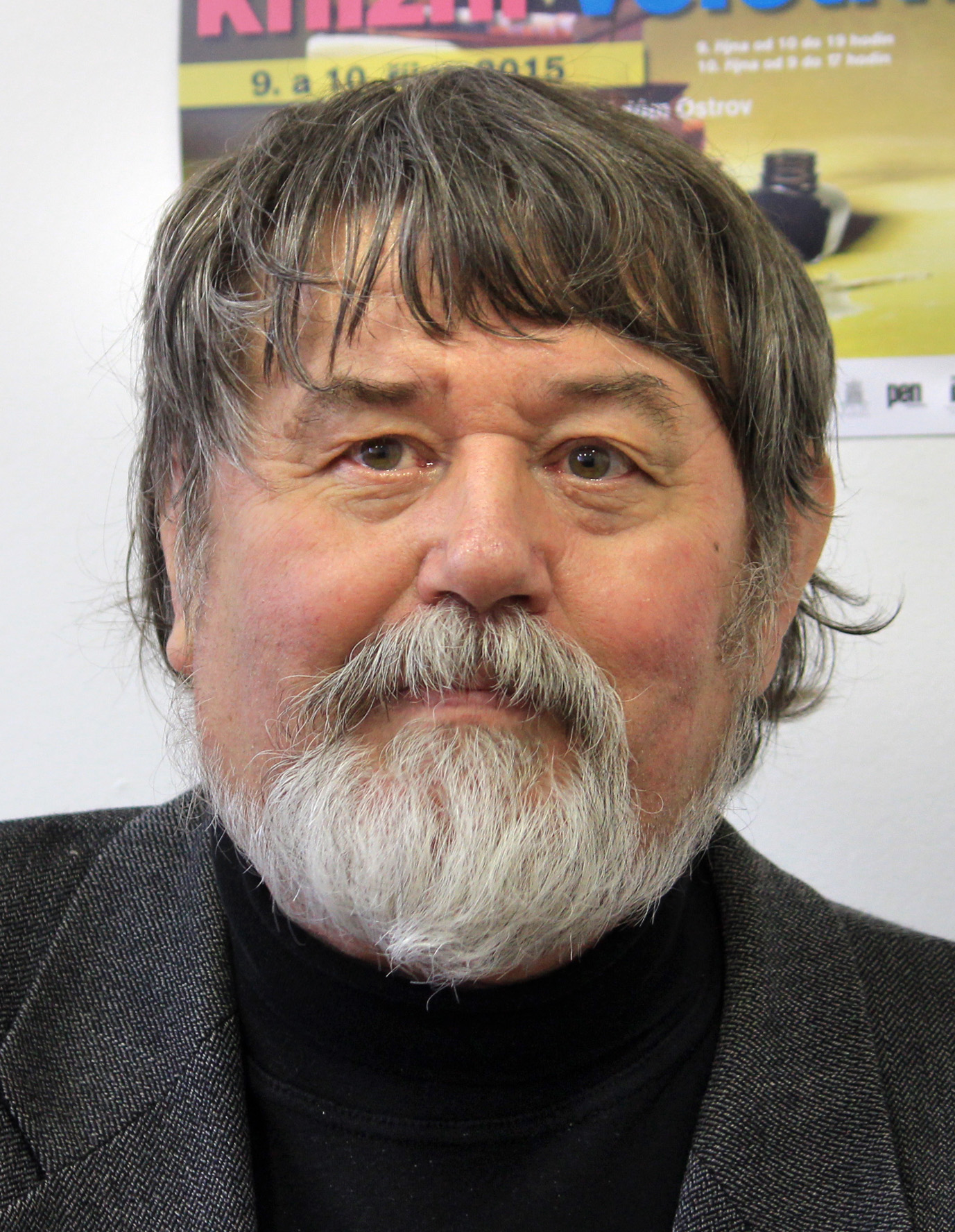
Petr Čornej

 Bleskové záplavy na severovýchodě Afghánistánu v oblasti kolem města Čáríkár v provincii Parván si vyžádaly přes 100 obětí na životech a 250 zraněných. 
 Rada bezpečnosti OSN odmítla americký návrh na obnovu sankcí vůči Íránu v rámci Rezoluce Rady bezpečnosti OSN č. 2231 přijaté v roce 2015. 
 Světová zdravotnická organizace oznámila, že dětská obrna byla v Africe zcela vymýcena. 
27. srpna – čtvrtek
 Pachatel 51 vražd při útoku na mešity v Christchurchi byl odsouzen na doživotí bez možnosti předčasného propuštění. 
29. srpna – sobota
 Předseda Senátu PČR Miloš Vystrčil odletěl s delegací na návštěvu Tchaj-wanu. 
31. srpna – pondělí
 Cena Magnesia Litera za rok 2020 byla udělena historikovi Petru Čorneji (na obrázku) za knihu Jan Žižka: Život a doba husitského válečníka. 